# Pecangaan Kulon
Pecangaan Kulon is een bestuurslaag in het regentschap Jepara van de provincie Midden-Java, Indonesië. Pecangaan Kulon telt 7976 inwoners (volkstelling 2010).